# Ljubina (Chorwacja)
Ljubina – wieś w Chorwacji, w żupanii sisacko-moslawińskiej, w gminie Dvor. W 2011 roku liczyła 100 mieszkańców.